# Arrondissement Les Andelys
Arrondissement Les Andelys (fr. Arrondissement des Andelys) je správní územní jednotka ležící v departementu Eure a regionu Normandie ve Francii. Člení se dále na 12 kantonů a 75 obcí.

## Kantony
- Les Andelys
- Écos
- Étrépagny
- Fleury-sur-Andelle
- Gaillon
- Gaillon-Campagne
- Gisors
- Louviers-Nord
- Louviers-Sud
- Lyons-la-Forêt
- Pont-de-l'Arche
- Val-de-Reuil